# Valle Piola
Valle Piola is een plaats (frazione) in de Italiaanse gemeente Torricella Sicura.
Het verlaten dorp ligt in de bergregio de Abruzzen en in een van de grootste Italiaanse natuurparken: Gran Sasso. Het ligt aan de noordoostelijke uitloper van de Monte Farina waar de Rio Valle, een zijrivier van de Vezzola ontspringt. In 1977 heeft de laatste bewoner het heel kleine dorpje verlaten.

## Geschiedenis
De eerste geschreven documenten van Valle Piola dateren van 1059. Toen vormden het dorp en de aangrenzende velden en gebieden een half-autonome regio. In de 12de eeuw volgde een grote migratie naar de provinciehoofdstad Teramo. Een der bekendste families van Teramo was de familie De Valle. De De Valle's woonden waarschijnlijk in Casa Menghini, een van de negen huizen die nog rechtstaan in Valle Piola. Vanaf de 19de eeuw woonden er opnieuw herders in Valle Piola.  De laatste herder is er vertrokken in 1977.

## Media
Valle Piola kwam op 21 april 2011 in de media omdat het dorp te koop werd aangeboden. Voor een slordige €550.000 kan men de nieuwe eigenaar van het dorpje worden.